# Astragalus saetiger
Astragalus saetiger là một loài thực vật có hoa trong họ Đậu. Loài này được Becht miêu tả khoa học đầu tiên.